# Calilena umatilla schizostyla
Calilena umatilla là một phân loài nhện trong họ Agelenidae.
Loài này thuộc chi Calilena. Calilena umatilla schizostyla được Ralph Vary Chamberlin & Wilton Ivie miêu tả năm 1941.